# 72 v.Chr.
Het jaar 72 v.Chr. is een jaartal volgens de christelijke jaartelling. 

## Gebeurtenissen

### Italië
- Spartacus trekt met het slavenleger (± 70.000 man) naar Noord-Italië. In Apulië verslaan de Romeinen bij Gargano, de opstandige slaven onder leiding van Crixus.
- In de Apennijnen verslaat Spartacus twee Romeinse legers en bereikt na een vermoeiende tocht de Alpen. De slaven dwingen hem om naar Rome op te trekken.
- Quintus Sertorius wordt tijdens een banket in een Romeins legerkamp, door officieren vermoord. Gnaeus Pompeius Magnus onderdrukt de opstand in Hispania.

### Klein-Azië
- Het Romeinse leger (± 40.000 man) onder bevel van Lucius Licinius Lucullus valt Pontus binnen en belegert de steden Heraclea en Sinop aan de Zwarte Zee.
- Mithridates VI vlucht naar Armenië, Licinius Lucullus stuurt een gezant naar Tigranes II en eist tevergeefs om de uitlevering van zijn schoonvader.

## Geboren
- Pompeia Magna (~72 v.Chr. - ~38 v.Chr.), dochter van Pompeius Magnus

## Overleden
- Quintus Sertorius (~123 v.Chr. - ~72 v.Chr.), Romeins tribunus en rebellenleider (51)